# Villayón
Villayón est une commune (concejo aux Asturies) située dans la communauté autonome des Asturies en Espagne. Située dans la partie occidentale de la région, dans le bassin de la rivière Navia, elle est bordée au nord par Navia, à l'ouest par Coaña, Boal et Illano, à l'est par Valdés, Tineo et Allande et au sud par Allande.
Sa superficie totale est de 132,46 km2 et sa population est de 1 104 habitants (INE 2023). La route régionale AS-25, qui la relie à Navia, est son principal moyen de communication. 
C'est l'une des communes où l'on parle l'éonavien (ou galicien-asturien).

## Géographie
La topographie de la commune est montagneuse, avec plusieurs vallées dans différentes directions, formées par les affluents et sous-affluents de la Navia. Les altitudes les plus importantes se situant entre 800 mètres et plus de 1 000 mètres
Le climat est déterminé par les caractéristiques orographiques du terrain, la majeure partie de la commune présentant des températures douces, jamais extrêmes. Dans les zones plus élevées, ces caractéristiques douces tendent à devenir plus continentales, présentant une plus grande rigueur thermique, avec de fréquentes chutes de neige en hiver.
La végétation autochtone est composée, entre autres, de châtaigniers, de chênes et de végétation riveraine dans le fond des vallées. Ces dernières années, la tendance a été de repeupler les forêts avec des espèces non indigènes, comme le pin et l'eucalyptus.

### Paroisses
La commune de Villayón est composée de 6 paroisses civiles (population en 2017) :
- Arbón (211 hab.)
- Busmente, Herías et La Muria (Busmente et Eirías) (139 hab.)
- Oneta, qui comprend les villages d'Oneta, Brañuas et Linera. On y trouve les cascades d'Oneta, déclarées monument naturel (121 hab.)
- Parlero (Parḷḷeiru) (137 hab.)
- Ponticiella (Ponticella) (303 hab.)
- Villayón (369 hab.)

## Histoire
Comme presque partout dans les Asturies, des découvertes datant de l'âge de pierre confirment l'ancienneté de l'occupation de la région. Plusieurs châteaux-forts des premiers Asturiens et d'autres tribus celtes sont encore visibles aujourd'hui. Les Romains avaient également plusieurs collines fortifiées dans la région et des ponts datant de cette époque sont toujours utilisés.
Jusqu'en 1868, Villayón était intégrée à la comarque de Navia, et elle sera la dernière commune à obtenir son indépendance. 

## Sites et monuments
- Oneta : trois cascades, et ermitage de Santa María
- Ponticiella : cascade de Méxica
- Illaso : castro
- Barandón : dolmen
- Rivières Puntiga et Polea : ponts romains[1]
- Bullimeiro : le pont de la Ferrería
- Zoreda : la chapelle de Lengomñin
- Villayón : l'église de San Pedro et ermitage de San José
- Arbón : l'église paroissiale de Santiago Apóstol
- Parlero : l'église de San Bartolomé
- Busmente : l'ermitage de Nuestra Señora de la Merced

## Galerie

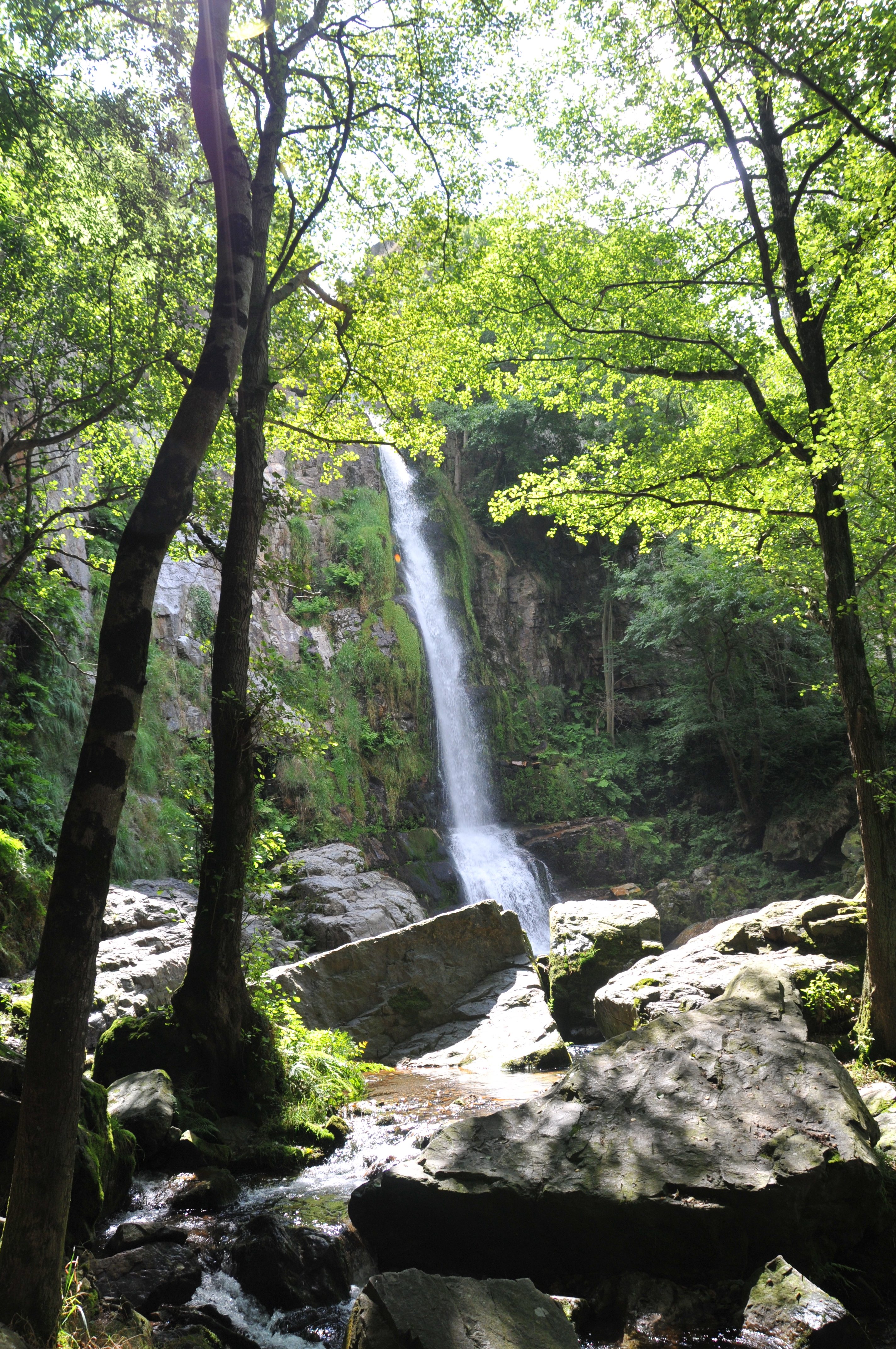
Les chutes d'Oneta.
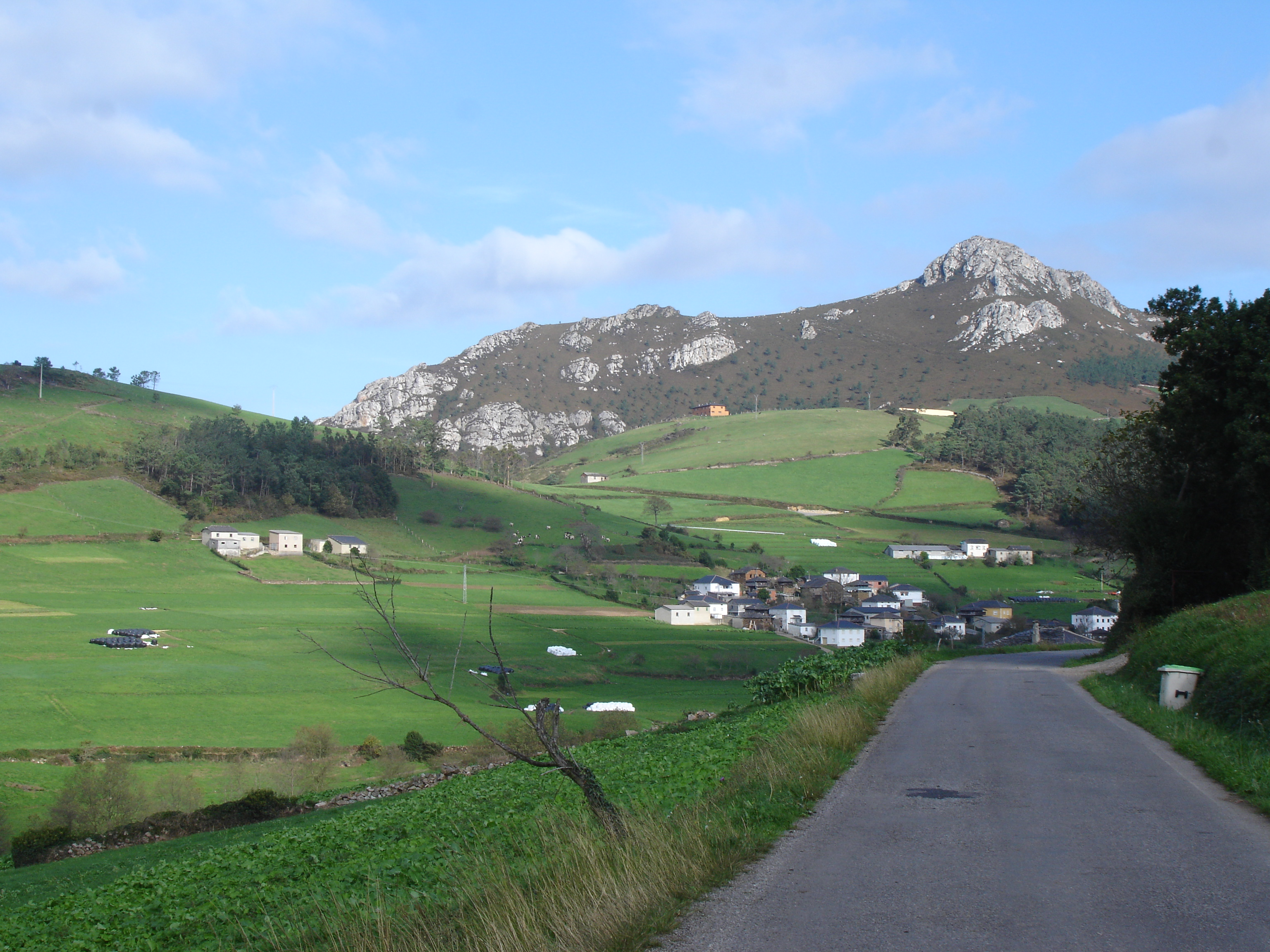
Linera, Oneta.
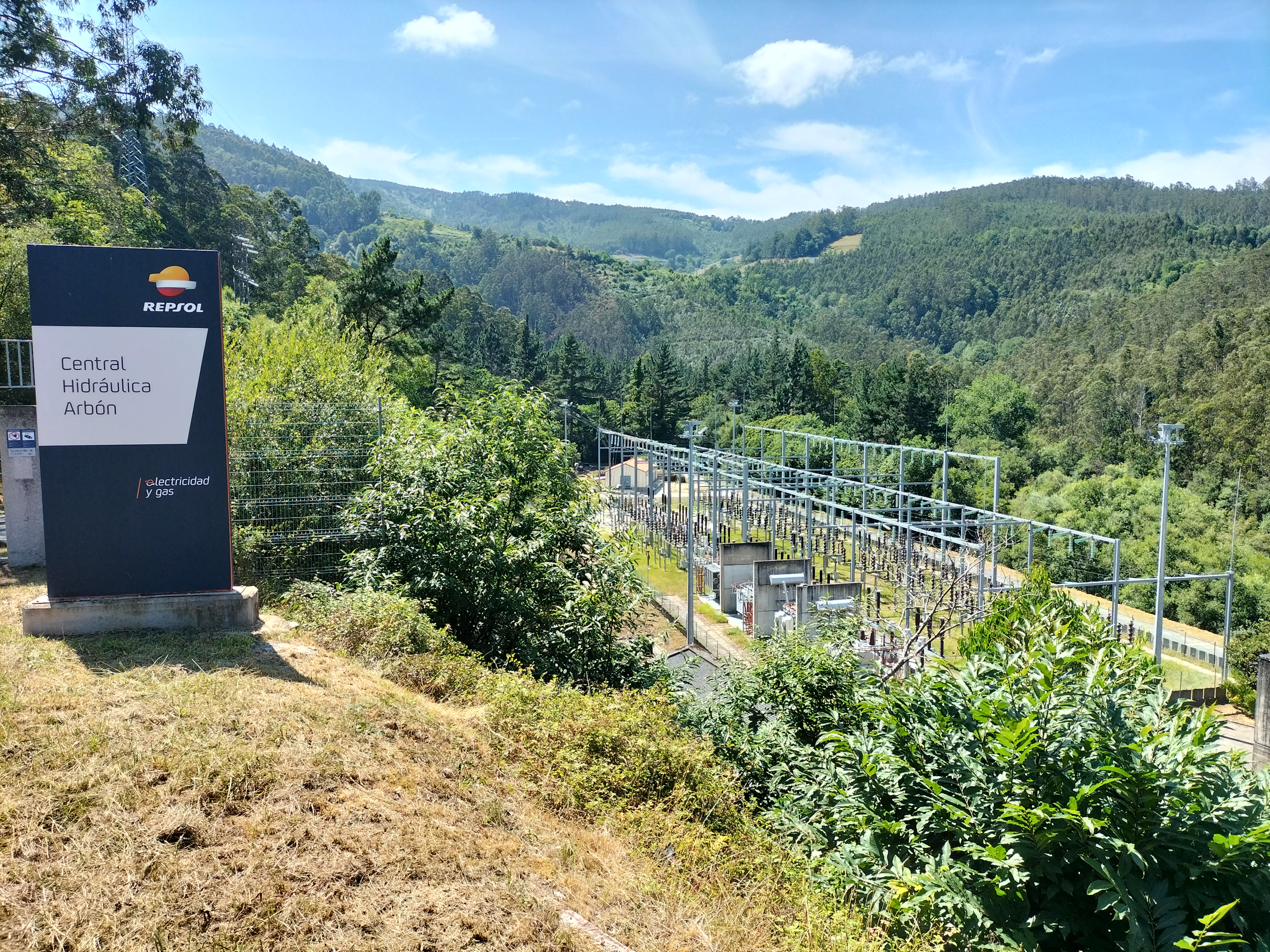
Centrale hydraulique d'Arbón.
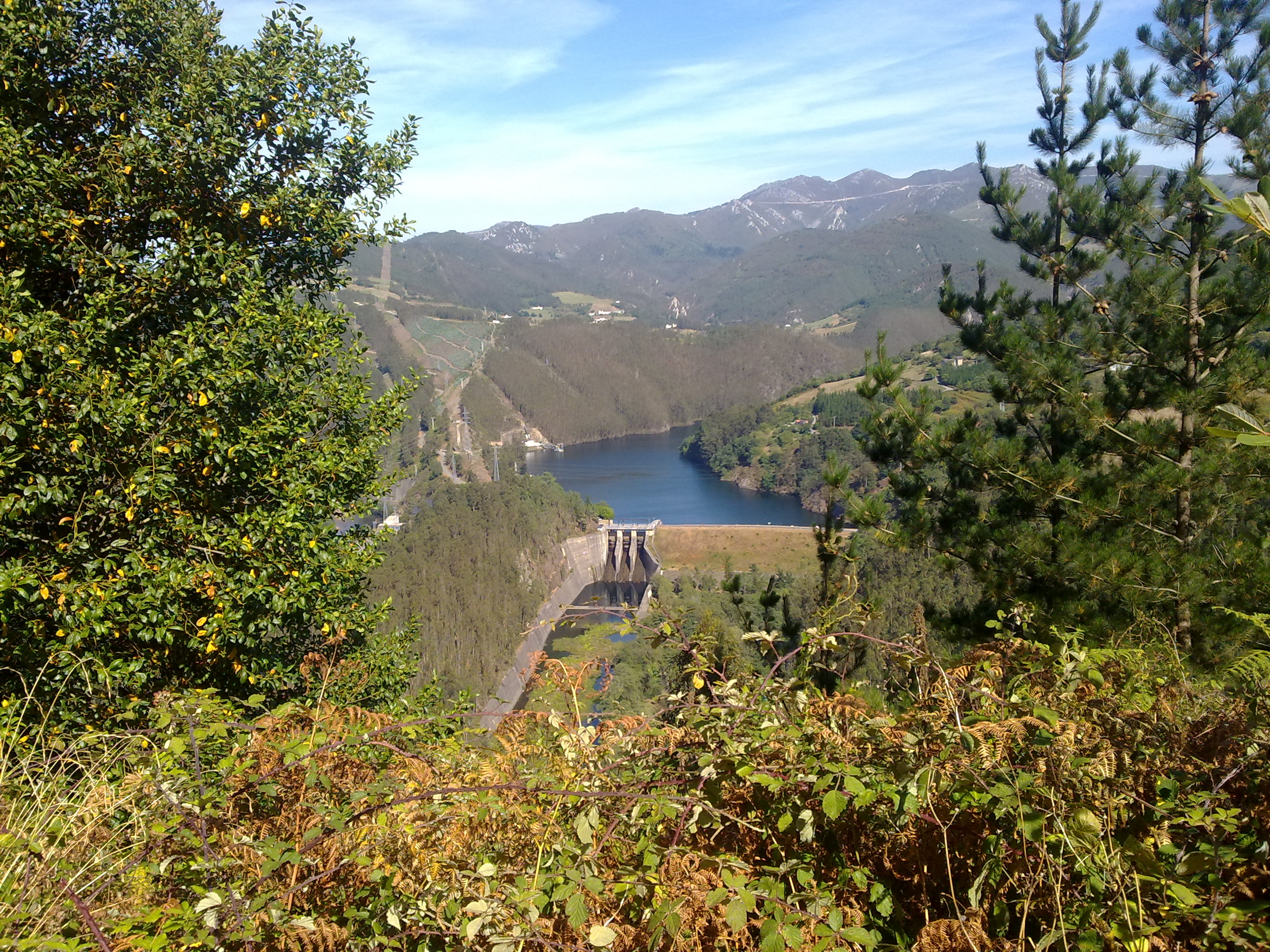
Vue panoramique du lac de barrage d'Arbón.
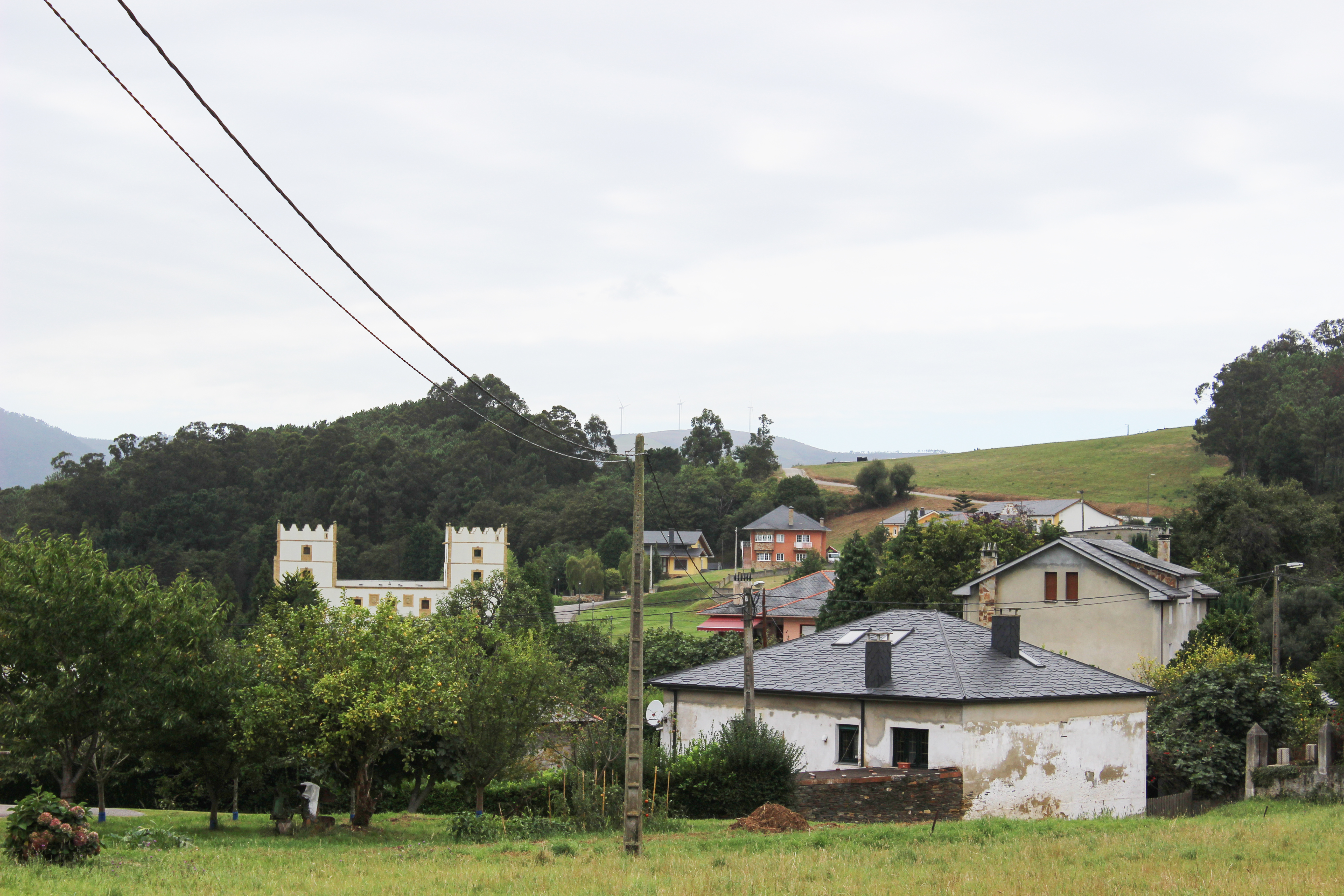
Arbón.
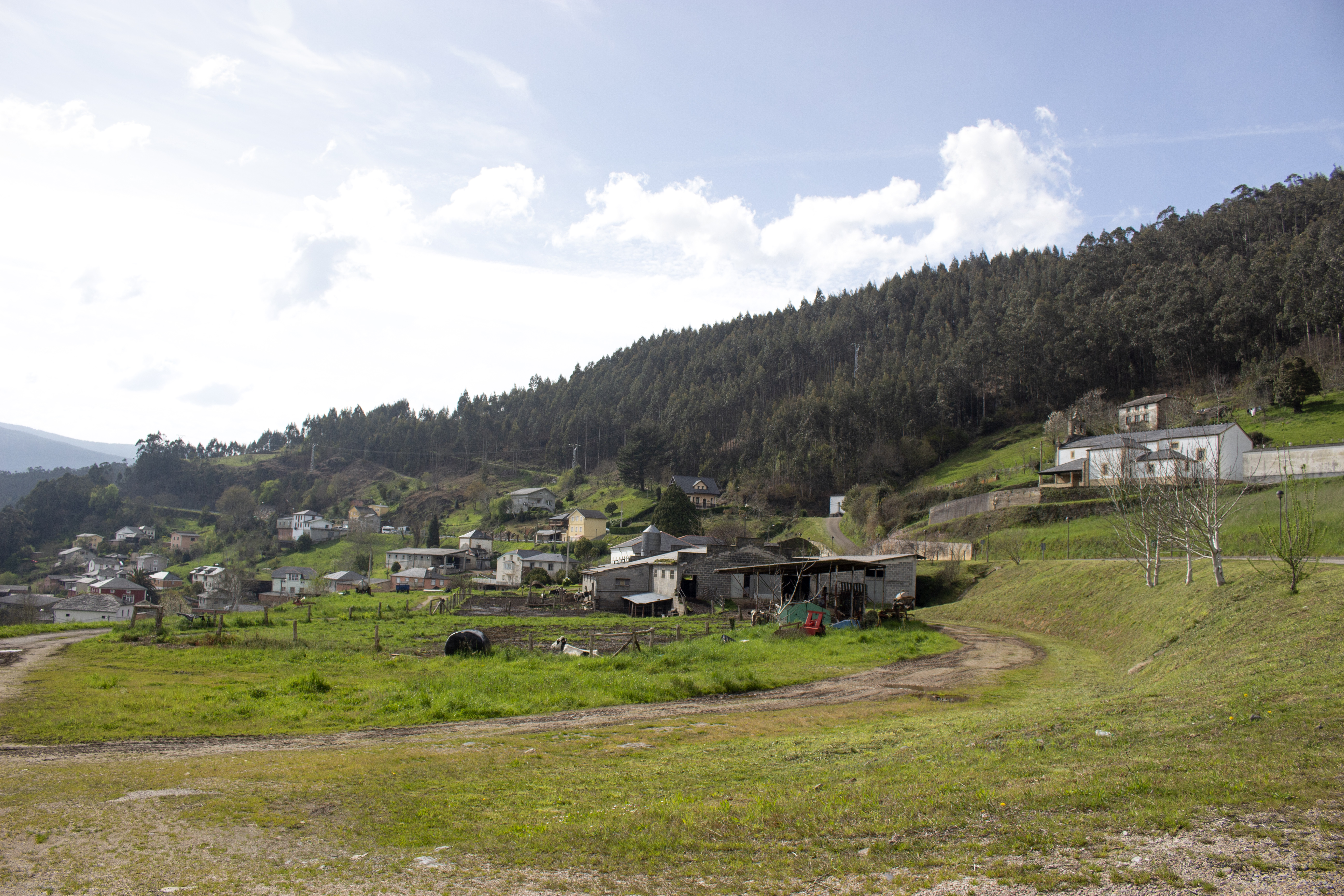
Busmente.